# Nyctosia proxima
Nyctosia proxima är en fjärilsart som beskrevs av Edwards 1884. Nyctosia proxima ingår i släktet Nyctosia och familjen björnspinnare. Inga underarter finns listade i Catalogue of Life.